# Langues athapascanes septentrionales

Répartition géographique des langues athapascanes septentrionales.

Les langues athapascanes septentrionales sont un groupe géographique de langues amérindiennes de la famille athapascane, des langues na-dené, parlées dans le nord-ouest de l'Amérique du Nord, en particulier en Alaska et dans le nord-ouest du Canada (Yukon, Colombie-Britannique, Territoires du Nord-Ouest). Le groupe athapascan septentrional est composé de trente-et-une langues et se subdivise en sept sous-groupes.

## Alaska du sud
- 1. Ahtna
  - Central Copper River Ahtna
  - Lower Copper River Ahtna
  - Mentasta
  - Ahtna occidental
- 2. Dena’ina (tanaina)
  - Lower Inlet Dena’ina
    - Outer Inlet
    - Iliamna
    - Inland

  - Upper Inlet Dena’ina

## Alaska central – Yukon
- Koyukon-ingalik
  - 3. Deg hit’an (deg xinag, ingalik, ingalit, inkaliten, inkality, kaiyuhkhotana) 
    - Lower Yukon River (Yukon ingalik)
    - Middle Kuskokwin (Kuskokwim ingalik)

  - 4. Holikachuk (innoko, innoka-khotana, tlëgon-khotana)
  - 5. Koyukon (ten’a, Co-youkon, co-yukon) 
    - Bas koyukon (bas koyukon du Yukon)
    - Koyukon central (dinaakkanaaga ts’inh huyoza, koyukon de la rivière Koyukuk)
    - Haut koyukon (haut koyukon du Yukon)
- Tanana-tutchone
  - 6. Kolchan (goltsan, dinak’i)
  - Tanana
    - 7. Tanana (bas tanana) 
      - Minto-Tolovana-Toklat-Nenana-Wood River
        - Minto-Tolovana
        - Toklat
        - Nenana
        - Wood River

      - Chena
      - Salcha-goodpastor

    - 8. Tanacross (tanana, dandey in, dineh su, tananatana)
    - 9. Haut tanana (tanana, dandey in, dineh su, tananatana)
      - Nabesna
      - Tetlin
      - Northway
      - Scottie Creek
      - Haut tanana canadien

  - Tutchone (gens de bois, gunana, nahane, nahani)
    - 10. Tutchone du Sud (dän kʼè)
    - 11. Tutchone du Nord (dän kʼí)
- Gwich’in-hän
  - 12. Gwich’in (kutchin, loucheux)
    - Gwich’in d'Alaska
    - Gwich’in du Canada

  - 13. Hän

## Nord-ouest du Canada
- Cordillera
  - Central Cordillera (tahltan-tagish-kaska)
    - 14. Tagish (gunana, nahane, nahani, si-him-e-na)
    - 15. Tahltan (Nahanni, Keyehotine, Nahane, Nahani, Tahl-tan, Tatltan, Ticaxhanoten, Toltan)
    - 16. Kaska (nahanni, nahane, nahani, cassiar)

  - II. Cordillera méridional
    - 17. Sekani (tseʼkhene)
    - 18. Dunneza (dunezza, castor, beaver)
- Mackenzie
  - Esclave-lièvre
    - 19. Esclave (slavey)
      - Esclave du Nord
      - Esclave du Sud

    - 20. Mountain (montagnard, nahane, nahani, sih gotine, sihta gotine)
    - 21. Bearlake (satudine, sahtu gotine)
    - 22. Lièvre (kawchottine, ka so gotine, kancho, kawchodinneh, rabbitskins, ta-na-tin-ne)

  - 23. Tlicho (tłįchǫ, flanc-de-chien, dogrib)
- Chipewyan
  - 24. Chipewyan (déné, dëne sųłiné)

## Tsetsaut
- 25. Tsetsaut (ts’ets’aut, nahane, nahani, wetalth)

## Colombie-Britannique centrale
- 26. Babine
  - Babine (nadot’en, nedut’en, nat’oot’en)
  - Takla
  - Witsuwit’en (wetsuwet’en, wets’uwet’en, wet’suwet’en)
  - Moricetown
  - Francois Lake
- 27. Dakelh (porteur, carrier)
  - Porteur central (haut porteur)
  - Porteur méridional (bas porteur)
- 28. Chilcotin (tsilhqot’in, tinneh, chilkhodins, tsilkotin)
- 29. Nicola (stuwix, nicola-similkameen) (éteint)

## Sarsi
- 30. Sarsi (sarcee, tsúùtʾínà)

## Kwalhioqua-tlatskanai
- 31. Kwalhioqua-clatskanie (kwalhioqua-tlatskanie)
  - Willapa (Willoopah)
  - Suwal-clatskanie
    - Suwal
    - Clatskanie